# Superkup Jugoslavije
La Superkup Jugoslavije u fudbalu (supercoppa jugoslava di calcio), in cirillico Суперкуп Југославије у фудбалу, è stata la Supercoppa della Jugoslavia.
Vi partecipavano le vincitrici del campionato e della coppa nazionale, ed era organizzata dalla Federazione calcistica della Jugoslavia.

## Storia
All'inizio degli anni '70 vi era una grande voglia di calcio nella Jugoslavia e questo portò i dirigenti della FSJ e della Udruženja klubova Prve savezne lige (l'Associazione dei club della Prva savezna liga) a creare nuove competizioni.

Nel 1969 era nata la Ljetna liga prvaka (Lega estiva dei campioni) riservata alle squadre che si erano laureate campioni di Jugoslavia, mentre nel 1971 nacque la Kup prvoligaša, la Coppa di Lega (sulla falsariga di altre federazioni europee), destinata alle compagini della prima divisione.

Sempre nel 1969 venne inaugurata anche la Superkup Jugoslavije, una competizione che, come nel resto d'Europa, metteva di fronte il campione nazionale (Prvak države in serbo) e il vincitore della coppa (Pobednik kupa).

La competizione della Supercoppa, organizzata dalla FSJ, ha avuto solo tre edizioni: 1969, 1971 e 1989.

La Stella Rossa ha trionfato nelle prime due occasioni. Come campione della Jugoslavia, nell'agosto 1969, ha superato in due partite la Dinamo vincitrice della coppa (4-1 a Belgrado e 2-1 a Zagabria).

Due anni dopo, i biancorossi belgradesi, allora vincitori della coppa, sconfissero i campioni nazionali dell'Hajduk in entrambe le partite (1-0 nella capitale e 4-2 a Spalato).

La competizione è stata riproposta dopo una pausa di 18 anni con un match tra il vincitore della coppa del Partizan e il campione della Vojvodina. Una gara singola è stata disputata a Novi Sad. A vincere sono stati i bianconeri di Belgrado ai tiri di rigore (5-4), dopo il 2-2 dei tempi regolamentari.

Il poco interesse del pubblico e la dissoluzione della Jugoslavia portarono alla cessazione di questo torneo.

## Albo d'oro
| Anno | Vincitore campionato | Risultato     | Vincitore coppa |
| ---- | -------------------- | ------------- | --------------- |
| 1969 | Stella Rossa         | 4–1 e 2–1     | Dinamo Zagabria |
| 1971 | Hajduk Spalato       | 0–1 e 2–4     | Stella Rossa    |
| 1989 | Vojvodina            | 2–2 (4-5 dtr) | Partizan        |

## Edizioni

### 1969
| Arbitro: | Marijan Rauš (Varaždin) |

|                                                             |           |           |
| Valec 10’ (aut.) Antonijević 36’ Lazarević 38’ Aćimović 58’ | Marcatori | 86’ Crnić |

| Zagabria 27 agosto 1969 Ritorno                      | Dinamo Zagabria | 1 – 2            | Stella Rossa | Stadio Maksimir |
| \| \| \| \| \| ? \| Marcatori \| Džajić Lazarević \| |                 |                  |              |                 |
|                                                      |                 |                  |              |                 |
| ?                                                    | Marcatori       | Džajić Lazarević |              |                 |

### 1971
| Arbitro: | Ivan Đorđe Radić (Solin) |

|  |           |                 |
|  | Marcatori | 53’ Antonijević |

| Arbitro: | Ratko Čanak (Belgrado) |

|                                               |           |                     |
| Karasi 6’ Sušić 47’ Filipović 71’ Nikolić 83’ | Marcatori | 28’ Gluić 88’ Šimek |

### 1989
| Arbitro: | Zoran Petrović (Belgrado) |

|                                          |                      |                                                  |
| Jokanović 60’ Aleksić 83’                | Marcatori            | 23’ Pantić 40’ Mil. Bajović                      |
| Jokanović Punišić Kartalija Pavić Šestić | Tiri di rigore 4 – 5 | Mio. Bajović Spasić Stanojković Milojević Petrić |